# Hypochilidae
Hypochilidae é uma pequena família de aranhas araneomorfas, sendo a única integrada na superfamília dos Hypochiloidea. São consideradas as aranhas mais primitivas que existem, com características similares às migalomorfas, já que têm dois pares de pulmões foliáceos, mas se integram entre as araneomorfas pela disposição das quelíceras, em que os colmilhos que se entrecruzam. Pelas suas características são consideradas um grupo muito próximo das Neocribellatae.

## Sistemática
A família Hypochilidae conta com 2 géneros:
- Ectatosticta Simon, 1892 (China)
- Hypochilus Marx, 1888 (EUA)